# Канашский сельсовет (Курганская область)
Канашский сельсовет — упразднённые административно-территориальная единица и сельское поселение в Шадринском районе Курганской области Российской Федерации.
Административный центр — село Канаши.
С 23 декабря 2021 года Законом Курганской области от 10.12.2021 № 140 муниципальный район был преобразован в муниципальный округ, в административном районе упразднён сельсовет.

## История
Статус и границы сельского поселения установлены Законом Курганской области от 4 ноября 2004 года № 738 «Об установлении границ муниципального образования Канашского сельсовета, входящего в состав муниципального образования Шадринского района».

## Население
| 1989  | 2002  | 2004  | 2010  | 2012  | 2013  | 2014  |
| ----- | ----- | ----- | ----- | ----- | ----- | ----- |
| 2025  | ↘1628 | ↗1759 | ↘1450 | ↘1419 | ↘1392 | ↘1391 |
| 2015  | 2016  | 2017  | 2018  | 2019  | 2020  |       |
| ↗1403 | ↘1402 | ↗1403 | ↘1400 | ↗1405 | ↘1392 |       |

## Состав сельского поселения
| № | Населённый пункт | Тип населённого пункта       | Население |
| - | ---------------- | ---------------------------- | --------- |
| 1 | Канаши           | село, административный центр | ↘1392     |